# Tournoi de Wimbledon 1894
 (novembre 2023).
Si vous disposez d'ouvrages ou d'articles de référence ou si vous connaissez des sites web de qualité traitant du thème abordé ici, merci de compléter l'article en donnant les références utiles à sa vérifiabilité et en les liant à la section « Notes et références ».

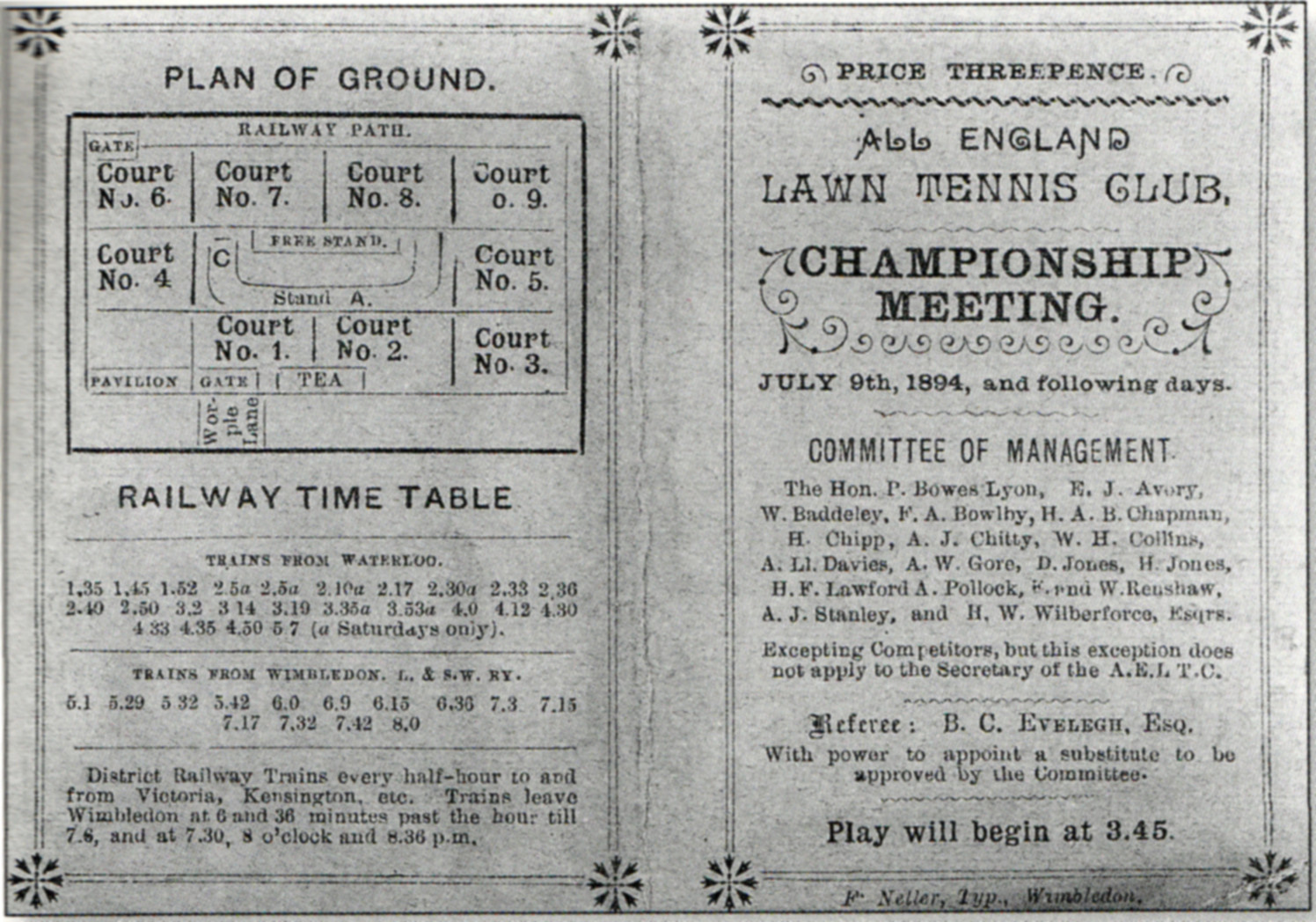
Programme papier du tournoi de Wimbledon de 1894

Résultats du Tournoi de Wimbledon 1894.

## Simple messieurs
Finale : Joshua Pim  Royaume-Uni bat Wilfred Baddeley  Royaume-Uni 10-8, 6-2, 8-6

## Simple dames
Finale : Blanche Bingley  Royaume-Uni bat Edith Austin  Royaume-Uni 6-1, 6-1